# Zhang Ru
Zhang Ru (张茹S, Zhāng RúP; 2 settembre 1999) è una cestista cinese.

## Carriera
Con la Cina ha disputato i Giochi olimpici di Tokyo 2020, i Campionati mondiali del 2022 e i Campionati asiatici del 2021.